# Омельянйоки
Омельянйоки — река в России, протекает по Муезерскому району Карелии.
Исток — озеро Большое Ровкульское. Впадает в озеро Торосозеро, протокой связанное с Лексозером. Длина реки составляет 7,3 км, площадь водосборного бассейна — 1500 км², река порожиста. В 2,1 км от устья, по левому берегу впадает река Таракшинойоки.

## Данные водного реестра
По данным государственного водного реестра России относится к Балтийскому бассейновому округу, водохозяйственный участок реки — Реки Карелии бассейна Балтийского моря на границе РФ с Финляндией, включая оз. Лексозеро. Относится к речному бассейну реки Реки Карелии бассейна Балтийского моря.
Код объекта в государственном водном реестре — 01050000112102000009949.